# Aguia Resources
Aguia Resources Limited (Aguia) é uma companhia de exploração e desenvolvimento de projetos de mineração de fosfato no Brasil. A Aguia tem sede em Sydney, na Austrália, e no Brasil atua por meio da Águia Metais. O principal projeto da mineradora, para a produção de rocha fosfática, se chama Três Estradas e fica no Rio Grande do Sul. O objetivo da mineradora é produzir fertilizantes para o mercado brasileiro.

## História
A australiana Newport Mining, criada para prospectar cobre e ouro e com ações lançadas na bolsa de valores da Austrália (ASX) em 2008, adquiriu em junho de 2010 a Águia Metais, que tinha direitos de pesquisa para rocha fosfática nos projetos Lucena Fosfato e Mata da Corda Fosfato, ambos em Minas Gerais. Naquele ano, passou a se chamar Aguia Resources. Desde então, a empresa se dedicou somente ao setor de fertilizantes.
No fim de 2010, a empresa adquiriu os projetos de fosfato Joca Tavares e Três Estradas que eram da Companhia Brasileira de Cobre (CBC), que apresentam similaridades com os depósitos de carbonatitos de Araxá (MG) e Cajati (SP), considerados os de melhor qualidade do país.

## História recente
Em 2014, novas descobertas de fosfato ocorreram no projeto Rio Grande, no Rio Grande do Sul. O local foi nomeado como Cerro Preto e obteve teores de pentóxido de fósforo (P2O5) de 20,4%. Em agosto de 2015, Aguia Resources concluiu uma captação de US$ 6,74 milhões. Os recursos foram usados em estudos avançados para o projeto de fosfato Três Estradas (RS).
No mês de setembro de 2015, teve início a campanha de sondagem de 7 mil metros nos depósitos Joca Tavares e Cerro Preto, próximos a Três Estradas. A mineradora australiana mobilizou cinco plataformas de sondagem para realizar as atividades, nos dois depósitos simultaneamente. Três Estradas, que tem recursos medidos de 15,2 milhões de toneladas e inferidos de 54,9 milhões de toneladas, o suficiente para a produção de 500 mil toneladas de superfosfato simples (SSP) por ano.
No mês de dezembro de 2015, a Aguia realizou um acordo de opção de compra com a Mineração Terra Santa para adquirir três direitos minerários, em Lavras do Sul (RS), que cobrem área de 4.502 hectares adjacente ao projeto de fosfato Três Estradas.
Em 2016, a Aguia contratou a consultoria Milcreek Mining Group, dos Estados Unidos, com o objetivo de otimizar o estudo de viabilidade econômica do projeto Três Estradas. A Golder & Associates também foi contratada para produzir o Estudo de Impacto Ambiental (EIA) de Três Estradas, com previsão de conclusão e envio para as autoridades no fim de 2016, mesmo período em que deve ser publicada a estimativa inicial de recursos minerais dentro do padrão Jorc para a área Joca Tavares .